# Scania-Vabis 335
Scania-Vabis 335/345/355 är en serie lastbilar, tillverkade av den svenska biltillverkaren Scania-Vabis mellan 1931 och 1944.

## Scania-Vabis 335
1931 presenterade Scania-Vabis en större version av sin standardlastbil, kallad 335. Bilen hade en lastförmåga på 4 till 5 ton och såldes med sexcylindrig motor i bensin- eller Hesselman-utförande. 1936 moderniserades lastbilen med en mer strömlinjeformad front med lätt lutande kylarmaskering. Samtidigt flyttades motorn och hytten framåt så att motorn placerades ovanför framaxeln. Detta ökade lastförmågan med ett längre lastflak och ett jämnare fördelat axeltryck. Från 1936 såldes bilen även med Scania-Vabis första dieselmotor, i förkammarutförande. 
I samband med andra världskrigets utbrott upphörde i praktiken försäljningen till privatkunder. All produktion gick istället till försvarsmakten och andra offentliga institutioner. De flesta motorerna konverterades för att gå på gengas. Gengasens låga energiinnehåll gjorde att motoreffekten sjönk rejält och de största lastbilarna försågs med Scania-Vabis kraftiga åttacylindriga modulmotor för att orka med lasten.

## Scania-Vabis 345
1932 introducerade Scania-Vabis sin första frambyggda lastbil, på Scania-Vabis-språk kallad ”bulldog”, modell 345. Bilen såldes först med fyrcylindrig motor, men snart tillkom även sexcylindriga motorer. Den första versionen var en så kallad ”falsk bulldog”, där motorn fortfarande var placerad bakom framaxeln och med föraren vid sidan av motorn. Först 1934 kom en ”äkta” frambyggd version, där motorn och föraren satt ovanför framaxeln.
Tillverkningen av 345-modellen upphörde i samband med krigsutbrottet. Bulldog-modellen hade aldrig slagit igenom ordentligt på marknaden och det skulle dröja tjugofem år innan Scania-Vabis presenterade en ny frambyggd lastbil, LB76:an.

## Scania-Vabis 355
Scania-Vabis första tunga långtradare, 355, presenterades 1933. Modellen var treaxlig, med en extra stödaxel framför den drivande bakersta axeln. Bilen lastade 6 till 7 ton och fanns både i normalbyggd och frambyggd version. Modell 355 försvann redan 1936 och ersattes av större varianter av 335:an.

## Motorer

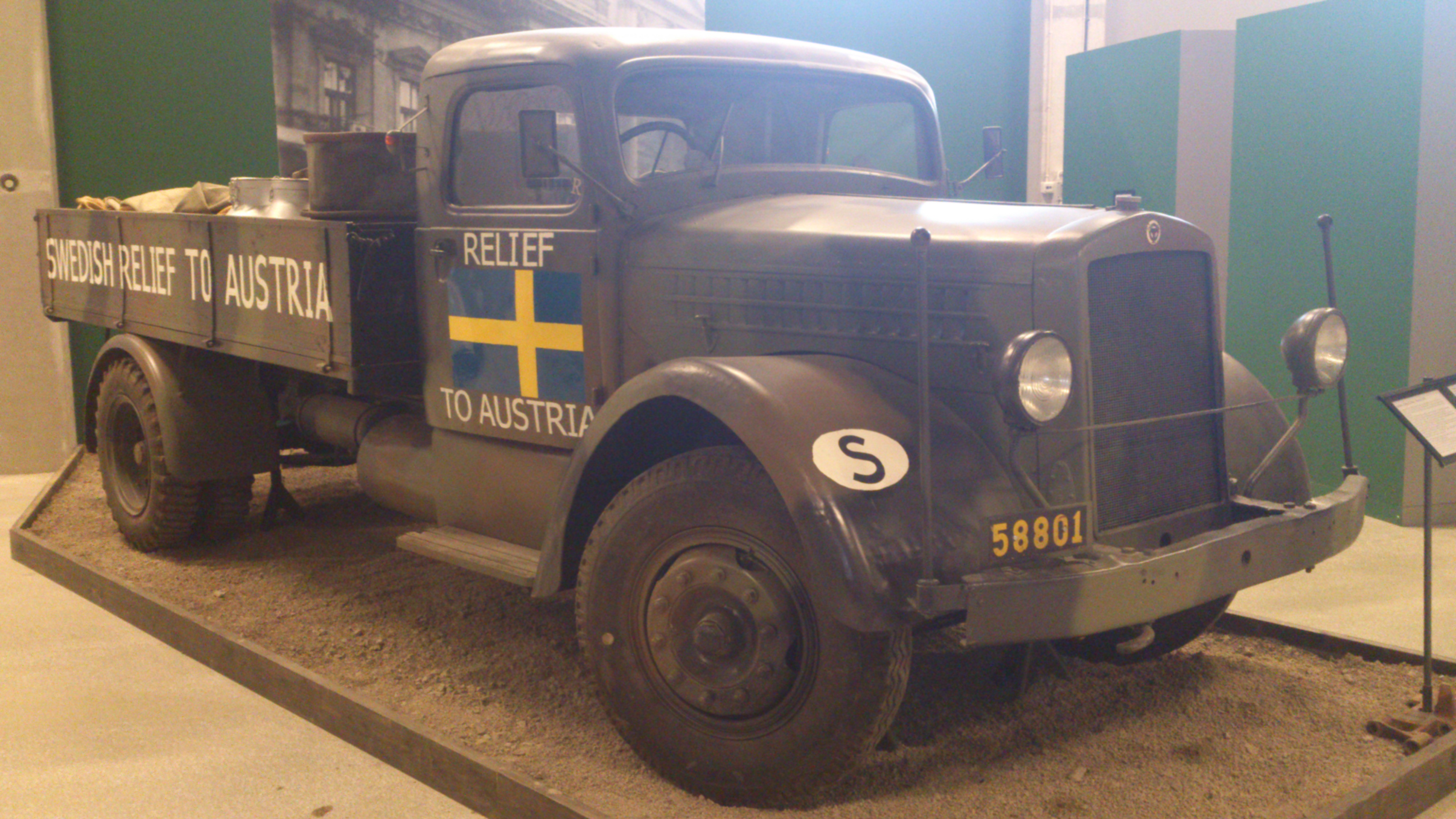
Scania-Vabis 335 på Försvarsfordonsmuseet Arsenalen i Strängnäs

| Modell      | Årsmodell | Motor                     | Cylindervolym | Effekt | Bränslesystem  |
| ----------- | --------- | ------------------------- | ------------- | ------ | -------------- |
| 345         | 1932-37   | 1544: 4-cyl radmotor ohv  | 4273 cm³      | 50 hk  | Bensinmotor    |
| 345         | 1932-38   | 1461: 6-cyl radmotor ohv  | 5784 cm³      | 75 hk  | Bensinmotor    |
| 335,345,355 | 1931-38   | 1561: 6-cyl radmotor ohv  | 6408 cm³      | 80 hk  | Bensinmotor    |
| 345         | 1934-35   | 1562: 6-cyl radmotor ohv  | 6408 cm³      | 80 hk  | Hesselmanmotor |
| 335,355     | 1933-40   | 1565: 6-cyl radmotor ohv  | 7066 cm³      | 95 hk  | Bensinmotor    |
| 355         | 1933-34   | 1566: 6-cyl radmotor ohv  | 7066 cm³      | 80 hk  | Hesselmanmotor |
| 335,345     | 1936-38   | 1662: 6-cyl radmotor ohv  | 7755 cm³      | 110 hk | Hesselmanmotor |
| 335         | 1936-44   | 1664: 6-cyl radmotor ohv  | 7755 cm³      | 140 hk | Bensinmotor    |
| 335         | 1936-39   | 1665: 6-cyl radmotor ohv  | 7755 cm³      | 110 hk | Bensinmotor    |
| 335,345     | 1936-44   | 16641: 6-cyl radmotor ohv | 7755 cm³      | 120 hk | Dieselmotor    |
| 335         | 1941-42   | B801: 8-cyl radmotor ohv  | 10340 cm³     | 160 hk | Gengasmotor    |